# Elección al Senado de los Estados Unidos en Nueva York de 1938
Las elecciones al Senado de los Estados Unidos en Nueva York de 1938 se llevaron a cabo el 8 de noviembre de 1938 para elegir a un miembro del Senado de los Estados Unidos que represente al Estado de Nueva York.
El senador titular, el demócrata Robert F. Wagner fue reelegido para un tercer mandato sobre el republicano John Lord O'Brian.

## Elección general

### Candidatos
- Robert F. Wagner, senador titular, coalición Demócratas con Laboristas.
- John Lord O'Brian, abogado y ex asambleísta estatal, coalición Republicanos y Progresistas Independientes

- Herman J. Hahn, candidato del Partido Socialista
- O. Martin Olson, candidato del Partido Laborista Socialista, conocido en Nueva York como el Partido del Gobierno Industrial.

### Resultados
Wagner ganó la reelección con el 54,48% de los votos frente al resto de candidatos.
|  | 45,80 % |

|  | 8,69 % |

|  | 54,48 % |

|  | 44,66 % |

|  | 0,26 % |

|  | 44,92 % |

|  | 0,51 % |

|  | 0,08 % |

|  | 95,17 % |

|  | 4,83 % |